# Creoleon maurus
Creoleon maurus is een insect uit de familie van de mierenleeuwen (Myrmeleontidae), die tot de orde netvleugeligen (Neuroptera) behoort. 
Creoleon maurus is voor het eerst wetenschappelijk beschreven door Navás in 1923.